# Flughafen Stockholm-Västerås

i7
i11
i13
Der Flughafen Stockholm-Västerås (schwedisch Stockholm Västerås flygplats, IATA-Code: VST, ICAO-Code: ESOW) ist der Verkehrsflughafen der schwedischen Stadt Västerås etwa 100 km westlich von Stockholm.

## Lage und Verkehrsanbindung
Der Flughafen liegt rund 5 km östlich der Innenstadt von Västerås an der E 18. Es besteht eine Direktverbindung mit Flygbussarna zum Stockholmer Hauptbahnhof, die Fahrzeit beträgt etwa 90 Minuten.

## Zwischenfälle
- Am 30. Oktober 1956 verunglückte eine Percival Pembroke C.52 der Schwedischen Luftstreitkräfte (Luftfahrzeugkennzeichen Fv83003) bei Finnslätten nahe Västerås (Provinz Västmanlands län, Schweden). Die Maschine war für einen Prüfungsflug auf dem Militärflugplatz Västerås-Hässlö gestartet. Entgegen den Vorschriften konnten auch acht Wehrpflichtige mitfliegen. Beim Flug kam es zu einem Triebwerksausfall und Motorbrand des Triebwerks Nr. 1 (links). Durch den Bruch der Kurbelwelle konnte der Propeller nicht in die Segelstellung gebracht werden, weshalb die Höhe nicht gehalten werden konnte und das Flugzeug am Boden aufschlug. Von den 11 Insassen kamen 7 ums Leben, alle drei Besatzungsmitglieder und vier Passagiere.[5][6]

- Am 15. Mai 1959 wurde eine Percival Pembroke C.52 der Schwedischen Luftstreitkräfte (Fv83002) auf dem Militärflugplatz Västerås-Hässlö bei einem Hangarbrand zerstört. Es gab keine Todesfälle.[7][8]

- Am 15. Mai 1959 wurden 4 Saab Lansen J32B der Schwedischen Luftstreitkräfte (Fv32519, 32523, 32524, 32527) auf dem Militärflugplatz Västerås-Hässlö bei einem Hangarbrand zerstört. Es gab keine Todesfälle.[9][10]